# Comprar, llençar, comprar
Comprar, llençar, comprar (títol original en anglès The Light Bulb Conspiracy, títol alternatiu The Light Bulb Conspiracy – The Untold Story of Planned Obsolescence) és un documental sobre el cicle de vida dels béns i serveis, coproduïda per Espanya i França.
Basant-se en una acurada recerca de més de tres anys, i utilitzant imatges d'arxiu molt poc conegudes, Comprar, llençar, comprar relata la història de l'obsolescència programada des dels seus orígens cap a 1920 (quan es va formar un càrtel per limitar la vida útil de les bombetes elèctriques), bateries que s'esgoten al cap de 18 mesos de ser estrenades, impressores que es bloquegen en arribar a un nombre determinat d'impressions, entre d'altres. El documental mostra que, malgrat els avenços tecnològics, els productes de consum duren cada vegada menys.
Rodat a Catalunya, França, Alemanya, Estats Units i Ghana, Comprar, llençar, comprar, fa un recorregut per la història d'una pràctica empresarial que consisteix en la reducció deliberada de la vida d'un producte per incrementar el seu consum perquè, com ja publicava el 1928 una influent revista de publicitat nord-americana, "un article que no es desgasta és una tragèdia per als negocis".
El documental va tenir un impacte important en la seva estrena per TVE i TV3. A Twitter, el terme obsolescència programada, el tema que tracta el documental, fou el trending topic més important d'Espanya, des de l'emissió del documental, a La 2, fins l'endemà.
A través de la història de la caducitat programada, el documental fa també un repàs de la història de l'Economia dels últims cent anys i aporta una dada interessant: el canvi d'actitud dels consumidors gràcies a l'ús de les xarxes socials i Internet. El cas dels germans Neistat, el del programador informàtic Vitali Kiselev o el català Marc López, donen bon compte d'això.
El 2011, el documental fou candidat a la 25a edició dels Prix Europa, considerats els Oscars europeus de la televisió.